# Атас (альбом)
«Ата́с» — дебютный альбом группы «Любэ», выпущенный в 1989 году. 

## История
Первоначально альбом был магнитофонным и распространялся под названием «Мы будем жить теперь по-новому» или «Рок эбаут Люберцы» («Rock about Lubertsy»). Пластинка стала самой продаваемой среди российских грампластинок за 1992 год в Москве.
На песню «Клетки» был снят клип, однако первым клипом группы официально считается «Не валяй дурака, Америка!». 
В целом альбом отличается более жёстким «люберецким» звучанием, нежели последующие.
По словам музыкального критика журнала "Афиша" Владимира Завьялова, "по легенде, Игорь Матвиенко (еще не продюсер, а молодой композитор) придумал «Любэ» практически случайно — в конце 80-х ему заказали написать военный марш в стиле ансамбля имени Александрова. Музыку в таком духе Матвиенко делать понравилось — дальше он сочинил «Батьку Махно»: дикое сочетание героики и иронии, перестроечного диско, рок-музыки и армейской песни. Добавьте к этому сочетанию мужицкую харизму и хрипловатый тенорок простоватого, но убедительного Расторгуева, а еще эстетику люберов — получите дебютный альбом группы".
В 2015 году журнал "Коммерсантъ" пишет: "Если 25 лет назад, когда появились "Батька Махно" и "Атас", "Любэ" выглядели абсолютным постмодерном, лубком на тему уходящей символики, то с годами песни все больше срастались с действительностью и в какой-то момент "Любэ" стали ярким примером того, как жизнь подражает искусству."

## Список композиций
Вся музыка написана И. Матвиенко.
| №                   | Название              | Текст песни         | Длительность |
| ------------------- | --------------------- | ------------------- | ------------ |
| 1.                  | «Люберцы»             | А. Шаганов          | 3:02         |
| 2.                  | «Клетки»              | М. Андреев          | 2:40         |
| 3.                  | «Рулетка»             | А. Шаганов          | 3:03         |
| 4.                  | «Дуся-агрегат»        | А. Шаганов          | 4:46         |
| 5.                  | «Ночь»                | А. Шаганов          | 3:32         |
| 6.                  | «Медовый месяц»       | В. Маликов          | 4:07         |
| 7.                  | «Атас»                | А. Шаганов          | 3:13         |
| 8.                  | «Не губите, мужики»   | А. Шаганов          | 4:01         |
| 9.                  | «Станция „Таганская“» | А. Шаганов          | 3:30         |
| 10.                 | «Батька Махно»        | А. Шаганов          | 3:44         |
| 11.                 | «Так всегда»          | А. Шаганов          | 3:56         |
| 12.                 | «Дядя Вася»           | Н. Олев             | 3:49         |
| 13.                 | «Хулиган»             | А. Шаганов          | 3:37         |
| 14.                 | «Тётя — доктор»       | Н. Олев             | 4:06         |
| Общая длительность: | Общая длительность:   | Общая длительность: | 51:06        |

Переиздания:
1. Первое издание 1991 года на LP-носителе (винил), аудио CD, и аудио компакт-кассетах в укороченном варианте. Отсутствуют треки: 12, 13, 14.
2. Переиздание 1996 года включает полный треклист (1-14), добавлен буклет с текстами песен и фотографиями
3. Юбилейное издание, выпущенное в 2002 году к 10-летию группы. В альбом добавлены Bonus-tracks live:
Вся музыка написана И. Матвиенко.
| №   | Название                   | Текст песни | Длительность |
| --- | -------------------------- | ----------- | ------------ |
| 15. | «Дорога»                   | А. Шаганов  | 4:58         |
| 16. | «Годы»                     | М. Андреев  | 4:23         |
| 17. | «Не валяй дурака, Америка» | А. Шаганов  | 3:28         |

4. Юбилейное издание, выпущенное к 25-летию группы без изменения треклиста альбома. Издание выпущено на LP-носителях (винил) в 2014 г., а также на CD в 2015 г.
Песни «Дядя Вася» и «Тётя доктор» ранее исполнялись Расторгуевым в составе ВИА «Здравствуй, песня!». Песня «Батька Махно» впоследствии вошла в альбом "Рассея" (2005) в новом исполнении.

## Участники записи

### "Любэ"
- Николай Расторгуев — вокал
- Александр Вайнберг — гитара
- Александр Николаев — бас-гитара
- Виталий Локтев — клавишные
- Юрий Рипях — электронные ударные, барабаны

### Дополнительные музыканты
- Алексей Горбашов — гитара
- Виктор Застров — гитара
- Анатолий Кулешов — тенор
- Алексей Тарасов — бас-бэк-вокал, хор

### Производство
- Игорь Матвиенко — композитор, художественный руководитель
- Александр Шаганов, Михаил Андреев, Вадим Маликов, Наум Олев — авторы стихов
- студия «Звук» (А. Лукинов) и студии Дворца молодежи — запись
- Владимир Волегов — художник, оформление альбома
- DirectDesign — дизайн (с использованием фотографий из личных альбомов группы «Любэ»)

## Награды и номинации
| Год  | Награда    | Номинированная работа | Результат |
| ---- | ---------- | --------------------- | --------- |
| 1990 | Песня года | «Не губите, мужики»   | Победа    |
| 1990 | Песня года | «Атас»                | Победа    |
| 1991 | Песня года | «Станция „Таганская“» | Победа    |